# 志瑞祐
志瑞 祐（しみず ゆう、1982年）は、日本のライトノベル作家。法政大学社会学部卒業。古橋秀之、秋山瑞人などの作家を輩出した金原瑞人ゼミの出身である。2008年、『やってきたよ、ドルイドさん!』で第4回MF文庫Jライトノベル新人賞を受賞しデビューした。
代表作は『精霊使いの剣舞』累計200万部、『聖剣学院の魔剣使い』累計88万部、両作品共にアニメ化している。また2024年に原作を担当するコミック『異世界マンチキン』のアニメ化が発表された。
ライトノベル『ゼロの使い魔』の代筆者であり、作者ヤマグチノボルの希望を受け、完結までに本来刊行を予定していた21巻、22巻を執筆した。
2015年度よりMF文庫Jライトノベル新人賞の審査員をつとめている。

## 作品

### ライトノベル
- やってきたよ、ドルイドさん!（『MF文庫J』、イラスト：絶叫、全3巻）
- 白銀の城姫（『MF文庫J』、イラスト：上田夢人、全3巻）
- 精霊使いの剣舞（『MF文庫J』、イラスト：桜はんぺん・仁村有志・〆鯖コハダ、全20巻+短編集）
- 聖剣学院の魔剣使い（『MF文庫J』、イラスト：遠坂あさぎ、全16巻）

### 代筆
- ゼロの使い魔（『MF文庫J』、原作：ヤマグチノボル、イラスト：兎塚エイジ、21巻・22巻[3]）

### 漫画原作
- 放課後ビッチクラフト（作画：市原和真、『月刊コミックアライブ』2018年10月号 - 2020年11月号、全3巻）
- 異世界マンチキン -HP1のままで最強最速ダンジョン攻略-（作画：青桐良、『水曜日のシリウス』2019年2月5日 - 連載中、既刊12巻）

### ゲームシナリオ
- 天空のクラフトフリート、MFコラボシナリオ（KLab、2018年）
- チェインクロニクル、KADOKAWAコラボシナリオ（セガ、2016年）
- 学園アイドルマスター（バンダイナムコエンターテインメント、2024年[4]）

## その他の活動

### アンソロジーノベル
- まりあ†ほりっくアンソロジー（遠藤海成原作、『ツンデレ少女と脱走したカニのおはなし』収録）
- 僕は友達が少ない ゆにばーす（平坂読原作、『三二四駆』収録）
- デート・ア・ライブ アナザールート（橘公司原作、『七罪レーシング』収録）

### ドラマCDシナリオ
- 精霊使いの剣舞ドラマCD『エレメンタル・ドリーマー』、（フロンティアワークス／コネクトハーツ、2018年）

### TRPGリプレイ
- グランクレスト・リプレイ ライブシリーズ ライブ・ファクトリー（矢野俊策著、プレイヤー役（スティア））

### 設定協力
- 川口士『帝剣のパラベラム』（ダッシュエックス文庫）
- 早矢塚かつや『双月のエクスリブリス』（ダッシュエックス文庫）

### ボードゲームデザイン
- ドラフト戦国大名（遊志堂、2016年）
- アートオークション（遊志堂、2019年）
- フェアリー・クラフト（ブシロードクリエイティブ、2022年）